# 糙毛凤仙花
糙毛凤仙花（学名：Impatiens scabrida）是凤仙花科凤仙花属的植物。分布于尼泊尔、不丹以及中国大陆的西藏等地，一般生于河边灌丛或林下阴湿处，目前尚未由人工引种栽培。